# 馬面魨
馬面鲀，又稱短角單棘魨，俗名黑達仔、剝皮魚、馬面單棘魨  ，为輻鰭魚綱魨形目單棘魨科的一種。

## 特徵
本魚體極側扁，呈長橢圓形；口小且突出。第一背鰭棘特化成強棘，表皮粗糙無鱗片。魚體灰青色，具些許褐色雲狀斑，尾鰭呈青綠色。體長可達37.4公分。

## 分布
分布于印度西太平洋區，包括日本、韓國、台灣、香港等海域。一般生活于水深10—120公尺。

## 生態
本魚幼魚大多靠近底層活動，成魚則屬於中水層魚類。屬雜食性，以藻類及小型底棲動物為食。

## 經濟利用
食用魚，味美。在日本已有商業養殖。